# Yokel Chords
Yokel Chords, titulado Cuerdas gañanes en España y Canción rural en Hispanoamérica, es el decimocuarto episodio de la decimoctava temporada de la serie de televisión de dibujos animados Los Simpson, estrenado en Estados Unidos el 4 de marzo de 2007, el 19 de agosto del 2007 en Hispanoamérica y en España el 3 de agosto de 2008. Fue dirigido por Susie Dietter y escrito por Michael Price. En este episodio, Lisa se propone darle educación a los hijos de Cletus Spuckler, mientras que Bart desarrolla una conexión con su terapeuta.
Este episodio ganó en 2008 el premio Annie Award en la categoría de "Mejor música en producción de animación televisiva".

## Sinopsis
En un intento de robar el almuerzo del día, Bart intenta asustar a los estudiantes de la Escuela Primaria de Springfield fuera de la cafetería, contando una historia sobre un cocinero caníbal de la cafetería llamado Dark Stanley ambientado con música de Paul Buckmaster - «12 monkeys». A la hora de comer, Bart finge estar muerto, haciendo que todos los estudiantes corran gritando. Envían a Willie para traerlos de vuelta, pero trae a siete niños adicionales que resultan ser los hijos de Cletus. El director Skinner le cuenta al superintendente Chalmers que a los niños se les ha rechazado la educación. Lisa oye esto por casualidad y hace preguntas para el periódico escolar. Para apaciguarla, designan a Lisa como profesora particular de los niños.
Mientras tanto, Skinner castiga a Bart haciéndole pasar cinco sesiones con un psicólogo cualificado. Bart desarrolla un enlace cercano con su psicóloga, la Dra. Swanson (interpretada por Meg Ryan), quien utiliza los videojuegos para conseguir que Bart se abra. Cuando sus sesiones terminan, Bart comienza a echar de menos el tiempo que pasaba con ella y entra en un estado de depresión. Marge, preocupada, paga una sesión más con la Dra. Swanson. Cuando termina, Bart se siente mejor, y la Dra. Swanson comienza a obsesionarse con él y va a ver a su propio psicólogo (interpretado por Peter Bogdanovich). Se revela durante esta discusión que "Dark Stanley" era un personaje que la doctora cree real y había matado a su hijo.
Los esfuerzos iniciales del curso particular de Lisa fracasan, así que decide llevarlos al centro de Sprignfield para cultivar su mente. Sin embargo, sus planes fracasan cuando Krusty incita a los niños a cantar en su programa y decide utilizarlo como acto musical para su demostración. Cletus mira el contrato y varias partes que dicen “hamburguesa” y entonces lo firma. Lisa se preocupa ya que Krusty y Cletus están explotando a los niños, así que envía un Correo electrónico a Brandine, que es actualmente soldado en Irak vengando el 9-11. Ella llega en helicóptero para decir a Krusty que el contrato que Cletus ha firmado es nulo, puesto que él es solamente el padre de los dos únicos sin talento. También se demuestra que Cletus firmó el contrato con una X en vez de una firma verdadera. La historia termina con Cletus contando a Brandine que le deben a Krusty 12.000 dólares, pero Brandine le dice que pueden vivir de eso.